# Bambusowiec (gryzoń)
Bambusowiec (Rhizomys) – rodzaj ssaków z podrodziny bambusowców (Rhizomyinae) w obrębie rodziny ślepcowatych (Spalacidae).

## Zasięg występowania
Rodzaj obejmuje gatunki występujące w Indiach, Mjanmie, Chińskiej Republice Ludowej, Indonezji, Laosie, Malezji, Wietnamie, w Kambodży oraz Tajlandii.

## Morfologia
Długość ciała (bez ogona) 216–480 mm, długość ogona 50–200 mm; masa ciała 1,5–4 kg.

## Systematyka
Rodzaj zdefiniował w 1831 roku angielski zoolog John Edward Gray w artykule poświęconym opisowi cech trzech nowych rodzajów, w tym dwóch nowych gatunków ssaków z Chin, opublikowanym w czasopiśmie Proceedings of the Committee of Science and Correspondence of the Zoological Society of London. Gray wymienił dwa gatunki – Rhizomys sinensis J.E. Gray, 1831 i Mus sumatrensis Raffles, 1821 – z których gatunkiem typowym jest Rhizomys sinensis J.E. Gray, 1831.

### Etymologia
- Rhizomys: gr. ῥιζα rhiza ‘korzeń’; μυς mus, μυος muos ‘mysz’[9].
- Nyctocleptes (Nicoleptes): gr. νυκτι- nukti- ‘nocny’, od νυξ nux, νυκτος nuktos ‘noc’; κλεπτης kleptēs ‘złodziej’[10]. Gatunek typowy (oznaczenie monotypowe): Nyctocleptes dekan Temminck, 1832 (= Mus sumatrensis Raffles, 1821).

### Podział systematyczny
Do rodzaju należą następujące występujące współcześnie gatunki:
| Grafika | Gatunek              | Autor i rok opisu | Nazwa zwyczajowa         | Podgatunki    | Rozmieszczenie geograficzne | Podstawowe wymiary                         | Status IUCN |
| ------- | -------------------- | ----------------- | ------------------------ | ------------- | --- | ------------------------------------------ | ----------- |
|         | Rhizomys sinensis    | J.E. Gray, 1831   | bambusowiec chiński      | 6 podgatunków | zarośla bambusowe i lasy sosnowe w północnej Mjanmie, północnym Wietnamie oraz środkowej i południowej Chińskiej Republice Ludowej                       | DC: 22–45 cm DO: 5–9,6 cm MC: około 1,9 kg | LC          |
|         | Rhizomys pruinosus   | Blyth, 1851       | bambusowiec siwy         | 5 podgatunków | północne i północno-wschodnie Indie, Azja Południowo-Wschodnia od południowej Chińskiej Republiki Ludowej na południe do Perak (Półwysep Malajski)       | DC: 24–35 cm DO: 9–13 cm MC: 1,5–2,5 kg    | LC          |
|         | Rhizomys sumatrensis | (Raffles, 1821)   | bambusowiec indomalajski | 4 podgatunki  | Azja Południowo-Wschodnia od wschodniej Mjanmy i południowo-środkowej Chińskiej Republiki Ludowej (południowy Junnan) na południe do Indonezji (Sumatra) | DC: 26–48 cm DO: 10–20 cm MC: 2,1–4 kg     | LC          |

Kategorie IUCN:  LC  – gatunek najmniejszej troski.
Opisano również gatunki wymarłe z plejstocenu dzisiejszej Chińskiej Republiki Ludowej:
- Rhizomys brachyrhizomyoides Zheng Shaohua, 1993[13]
- Rhizomys fanchangensis Wei Guangbiao, Kawamura & Jin Changzhu, 2004[14]
- Rhizomys provestitus Yang Zhongjian & Liu Dongsheng, 1951[15]
- Rhizomys schlosseri Yang Zhongjian, 1927[16]
- Rhizomys szechuanensis Yang Zhongjian & Liu Dongsheng, 1951[17]
- Rhizomys troglodytes Matthew & Granger, 1923[18]